# A921 road
Die A921 road ist eine A-Straße in der schottischen Council Area Fife.

## Verlauf
Die Straße beginnt an einem Kreisverkehr zwischen den Städten Rosyth und Inverkeithing. Von diesem führen Auf- und Abfahrten auf die M90. Von Osten mündet außerdem die aus der Council Area Falkirk kommende A985 ein. Die A921 führt in nordöstlicher Richtung und folgt dabei in etwa der Küstenlinie des Firth of Forth.
Sie tangiert dabei zunächst die Städte Inverkeithing und Dalgety Bay und bildet dann die Hauptverkehrsstraße der Ortschaft Aberdour. Weiter östlich mündet in Burntisland die aus Kelty kommende A909 ein. Die A985 führt weiter durch Kinghorn und erreicht schließlich Kirkcaldy. Als Küstenstraße mündet dort zunächst die A910 ein, die einen Anschluss zur A92 bietet. An der Einmündung der aus Leven kommenden A955 knickt die A921 nach Nordosten ab. Am Nordrand von Kirkcaldy mündet die A915 (aus St Andrews kommend) ein. Nach einer Gesamtstrecke von 26 km endet die A921 an einem Kreisverkehr an der A92 (Dunfermline–Stonehaven).